# 木泽兰
木泽兰（学名：Eupatorium tashiroi）为菊科泽兰属下的一个种。

## 扩展阅读
維基物種上的相關：木泽兰